# Вера Хитилова
Вера Хитилова (Острава, 2. фебруар 1929 − Праг, 12. март 2014) била је авангардни чешки филмски редитељ и пионир чешке кинематографије. Забрањена од стране чехословачке владе шездесетих година 20. века, најпознатија је по филму чешког новог таласа  Sedmikrásky (Красуљци). Њени филмови приказани на међународним филмским фестивалима су: Vlčí bouda (Вучја рупа) (1987), који је приказан на 37. Берлинском међународном филмском фестивалу, Kopytem sem, kopytem tam (Копито овде, копито тамо) (1989), који је приказан на 16. Московском међународном филмском фестивалу, и Dědictví aneb Kurvahošigutntag (1992), који је приказан на 18. Московском међународном филмском фестивалу. За свој рад добила је француски орден Ordre des Arts et des Lettres, Медаљу за заслуге Чешке и награду Чешки лав.

## Младост и образовање
Хитилова је рођена у Острави, Чехословачка, 2. фебруара 1929. Имала је строго католичко васпитање, што ће касније утицати на многа морална питања представљена у њеним филмовима.
Док је похађала средњу школу, Хитилова је започела студије филозофије и архитектуре, али је напустила ове области. Потом је радила као цртач, модни модел и као фотографкиња, пре него што се запослила као клаперка за филмски студио Барандов у Прагу. Тада је затражила препоруку од филмског студија Барандов за студирање филмске продукције, али јој је одбијено. Незадовољна одбијањем, касније ће бити примљена у Школу филма и ТВ, Академије сценских уметности у Прагу (ФАМУ) са 28 година. Док је похађала ФАМУ, студирала је код познатог филмског редитеља Отакара Вавре, пре него што је дипломирала 1962.

## Каријера
По завршетку ФАМУ-а, оба Хитиловина кратка филма имала су позоришна приказивања широм Чехословачке. 1963. Хитилова је објавила свој први дугометражни филм под насловом O něčem jiném (О нечем другачијем).
Хитилова је најпознатија по свом некада изузетно контроверзном филму Sedmikrásky (Красуљци) - (1966). Овај филм је познат по несимпатичним ликовима, недостатку континуалног приповедања и неповезаном визуелном стилу. Хитилова наводи да је она структурисала филм Красуљци да би „ограничила гледаочев осећај умешаности и довела га до разумевања основне идеје или филозофије“. Филм је забрањен у Чехословачкој након првог пуштања 1966. до 1967. године због његових приказа и слика расипања хране, али је 1966. филм освојио Велику награду на Бергамо Филмском Фестивалу у Италији. Филм Красуљци је учврстио Хитиловину каријеру и на националном и на међународном нивоу.
Након Красуљака, влада је Хитиловој веома отежала проналазак посла у Чехословачкој, иако никада није званично класификована као режисер на „црној листи“. Њен следећи филм Ovoce stromů rajských jíme (Рајско воће, 1969) био је њен последњи филм пре инвазије Совјетског Савеза 1968. године. После инвазије Совјетског Савеза, Хитиловој је било практично немогуће да нађе посао и прибегла је режирању реклама под именом свог супруга Јарослава Кучере.
1976. године, због слабе посећености биоскопа, влада се обратила Хитиловој да започне режију филмова преко једне од државних продукцијских кућа, Студија кратког филма. У исто време Сједињене Државе су окупљале Филмски фестивал "Година жена" и контактирале Хитилову како би добиле дозволу за приказивање Sedmikrásky као њиховог почетног филма. Хитилова је обавестила фестивал да се једине нецензурисане копије филма могу наћи у Паризу и Бриселу. Такође је обавестила фестивал да јој влада неће дозволити да присуствује фестивалу, нити јој дозвољава да режира филмове. Фестивал је затим почео да врши међународни притисак на чехословачку владу подношењем представке у име Хитилове. У складу са овим међународним притиском, Хитилова је написала писмо директно председнику Густаву Хусаку о детаљима њене каријере и њене лична уверења о социјализму. Захваљујући успеху међународног притиска и личном апелу Хитилове председнику Хусаку, Хитилова је започела продукцију Hra o jablko (Игра са јабукама, 1976). Филм је завршен а затим је приказан на Међународном филмском фестивалу у Карловим Варима и освојила је награде Сребрни Иго и Интернационалног Филмског Фестивала Чикага.
Након овог филма Хитилова је смела да настави да снима филмове, али је непрекидно наилазила на контроверзе и јаку цензуру чехословачке владе. Последњи филм Вере Хитилове објављен је 2006. године, а предавала је режију на ФАМУ.

## Наслеђе
Хитилова је себе описала као наказу контроле и: „прегрејани чајник који не можете угасити“. Хитиловин „прегрејан“ став отежао јој је посао у филмској индустрији под контролом Совјетског Савеза. Била је позната по томе што је активно критиковала Совјетски Савез, изјавивши да је „Моја критика у контексту моралних принципа које проповедате, зар не? Неопходан је критички осврт”. Рутински би стварала пустош и „хистеричне сцене“ како би покушала да снима филмове који су били лојални њеној визији, без обзира на јаку цензуру која је била рутински наметнута.
Хитилова је отелотворила јединствени кинематографски језик и стил који се не ослања на било какве књижевне или вербалне конвенције, већ користи различите облике визуелних манипулација како би створила значење у својим филмовима. Хитилова је користила посматрања свакодневног живота у складу са алегоријама и надреалним контекстима да би створила персонализовани филмски стил на који су велики утицај имали француски Нови талас и италијански неореализам. Кроз ове манипулације Хитилова је створила дисјунктивно искуство гледања за своју публику присиљавајући је да преиспитују значење њених филмова.
Хитилова се цитира као милитантна феминистичка режисерка. Јосеф Шкворецки каже да је „Вера у истинској феминистичкој традицији комбиновала интензиван интелектуални напор са женским осећајем за лепоту и форму“. Sedmikrásky се сматра феминистичким филмом због свог става и активне критике мушких ставова према сексу. Међутим, Хитилова није себе доживљавала као феминистичку филмску ауторку, већ верује у индивидуализам, наводећи да ако особа не верује у одређени скуп конвенција или правила, онда је на њој да их прекрши.

## Лични живот и смрт
Хитилова је рођена у Острави, Чехословачка, 2. фебруара 1929. Одбила је да напусти Чехословачку након инвазије Совјетског Савеза 1968. године, изјавивши да је „снимање филмова тада постало мисија“. Удала се за сниматеља Јарослава Кучера кога је упознала док је похађала ФАМУ. Током окупације Совјетског Савеза, када Хитилова није могла да нађе посао режисера, она и њен супруг су изградили своју породичну кућу и одгајали децу.
Хитилова је умрла 12. марта 2014. године у Прагу, окружена породицом, након дуготрајних здравствених проблема. Имала је 85 година.

## Одабрана филмографија
Од 1961. до 2006. године Хитилова је радила на 26 филмова, као режисер или сценариста, чак и на причама и музици. То су: The Ceiling (1961), A Bagful of Fleas (1962), O něčem jiném (1963), Perličky na dně (1966), Sedmikrásky (1966), Ovoce stromů rajských jíme (1970), Hra o jablko (1976), Inexorable Time (1978), Pretas Story (1979), Calamity (1981), Panelstory (1981), Chytilová Versus Forman − Consciousness of Continuity (1981), Faunovo velmi pozdní odpoledne (1983), Prague: The Restless Heart of Europe (1984), Wolf's Cabin (1986), Vlčí bouda (1987), Šašek a královna (1987), Kopytem sem, kopytem tam (1988), Tomas Garrigue Masaryk a Liberator (1990), My Citizens of Prague Understand Me (1991), Dědictví aneb Kurvahošigutntag (1992) Trap, Trap, Little Trap (1998), Flights and Falls (2000), Exile from Paradise (2001), Patrani po Ester (2005), Hezké chvilky bez záruky (2006).